# 李英秀
李 英秀（リ・ヨンス、朝鮮語: 리영수、1949年 - ）は、朝鮮民主主義人民共和国の政治家。朝鮮労働党中央委員会勤労団体部長、社会主義労働青年同盟委員長などを歴任した。

## 経歴
1949年に両江道で生まれた。万景台革命学院、金日成総合大学を卒業
。1976年に社会主義労働青年同盟副委員長に任命され、1978年に委員長に昇格した。1982年2月に最高人民会議第7期代議員に選出され、8月29日に開催された朝鮮労働党中央委員会第6期第9回総会で党中央委員会委員に補選された。1985年5月に金日成勲章を受賞。10月には朝鮮労働党青年部長に任命された。1995年には党副部長に降格された。
2008年3月に党代表団を率いてインド共産党大会に参加した。2010年6月に党勤労団体部長に任命され、9月28日に開催された朝鮮労働党第3回党代表者会で朝鮮労働党中央委員会委員に選出された。2011年12月17日に金正日総書記が死去した際には、国家葬儀委員会委員に選ばれた。2012年11月4日に党中央委員会政治局拡大会議の決定により、国家体育指導委員会が設立されると同委員会副委員長に任命された。
2013年12月に側近として仕えていた張成沢が粛清されたが、李は健在だった。2014年3月9日に実施された最高人民会議第13期代議員選挙で代議員に再選されたが、同年中に勤労団体部長を解任された。

## 参考サイト
- 북한정보포털

| 先代 | 朝鮮労働党中央委員会勤労団体部長2010年 - 2014年 | 次代李日煥 |